# Blanca María del Valle Monllau
Blanca María del Valle Monllau (San Fernando del Valle de Catamarca, 28 de octubre de 1959) es una docente y política argentina de la Unión Cívica Radical, que se desempeñó como senadora nacional por la provincia de Catamarca entre 2009 y 2015.

## Biografía
Nacida en San Fernando del Valle de Catamarca en 1959, se recibió de profesora de letras en 1983 en la Universidad Nacional de Catamarca. Se desempeñó como docente y fue directora de un colegio entre 1995 y 2005.
En el gobierno de la provincia de Catamarca, entre 2005 y 2006 fue directora provincial de Educación Polimodal, y luego directora provincial de Educación Pública de Gestión Privada. Entre 2007 y 2008 fue subsecretaria de Educación en la gobernación de Eduardo Brizuela del Moral. De 2008 a 2009 fue secretaria de Cultura, Educación y Deportes del municipio de Valle Viejo.
En las elecciones legislativas de 2009 fue elegida senadora nacional por la provincia de Catamarca, con mandato hasta 2015. Integró el bloque del Frente Cívico y Social de Catamarca junto con Oscar Castillo. Fue vocal en las comisiones de Legislación General; de Seguridad Interior y Narcotráfico; de Industria y Comercio; de Ciencia y Tecnología; de Educación y Cultura; y de Banca de la Mujer. En 2014 fue designada presidenta de la comisión de Ciencia y Tecnología.
En 2010 se opuso al ley de matrimonio entre personas del mismo sexo, y en 2012 votó en contra del voto optativo entre los 16 y 18 años, junto con otros dos senadores.
En 2015 fue precandidata a parlamentaria del Mercosur suplente por la Unión Cívica Radical.